# Bergdierenrots (Diergaarde Blijdorp)
De bergdierenrots is een onderdeel van Diergaarde Blijdorp in Rotterdam en kwam naar het ontwerp van Sybold van Ravesteyn tot stand in 1939-1941. De kunstmatige rots met verblijven voor bergdieren intern is gesitueerd in de noordoostelijke hoek van de dierentuin. Het object is een rijksmonument
De bergdierenrots is in de loop van de tijd meerdere keren hersteld waardoor de vorm gewijzigd is. De sierlijke contouren van de borstwering aan de achterzijde zijn verdwenen door ophoging.
Door de tijd heeft de rots meerdere bewoners gehad, waaronder Makaken. 
Sinds de zomer van 2022 is de rots in gebruik door de rode panda.

## Omschrijving
De door een verdiept buitenterras omgeven rots is opgetrokken uit baksteen dat is afgesmeerd met betonspecie om een rotsachtig uiterlijk te verkrijgen. Het object heeft een min of meer rechthoekige, afgeronde plattegrond en kent een symmetrische opbouw. Intern zijn verblijven opgenomen voor bergdieren. Het verdiepte buitenterras wordt begrensd door een betonnen borstwering. Aan de uiteinden loopt de wand schuin af en eindigt in rond gemetselde kolommen met vlaggenmasthouders.

## Waardering
De Bergdierenrots is van algemeen belang:
- het object heeft architectuurhistorische waarde vanwege het materiaalgebruik, de toegepaste verhoudingen, de vormgeving en de verzorgde detaillering.
- het object heeft stedenbouwkundige en ensemblewaarde vanwege de functionele situering op het diergaarde terrein en vanwege de samenhang met andere complexe onderdelen.
- het object heeft visueel-ruimtelijke waarde als manifest onderdeel binnen het complex.

## Afbeeldingen

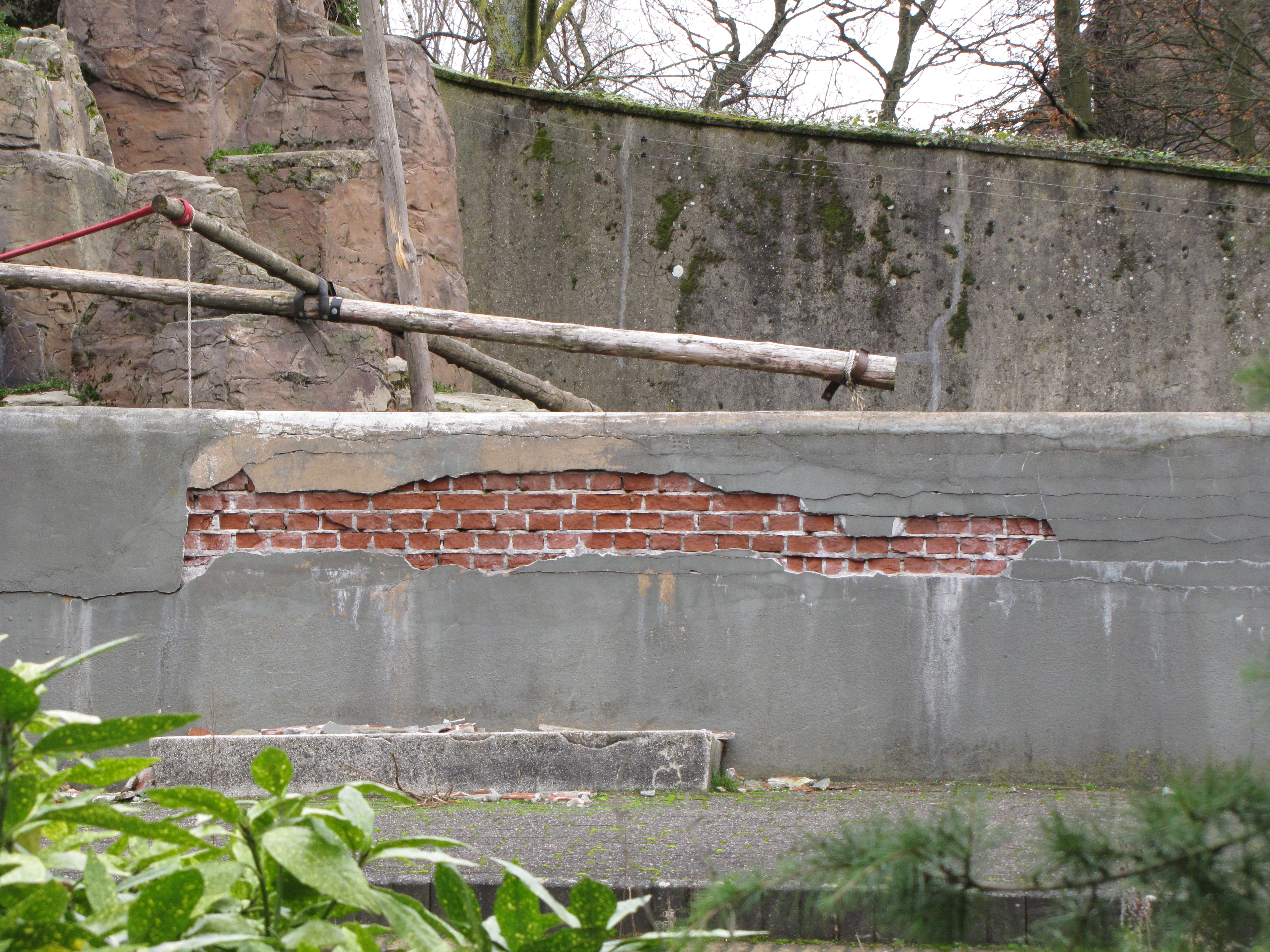
Bergdierenrots
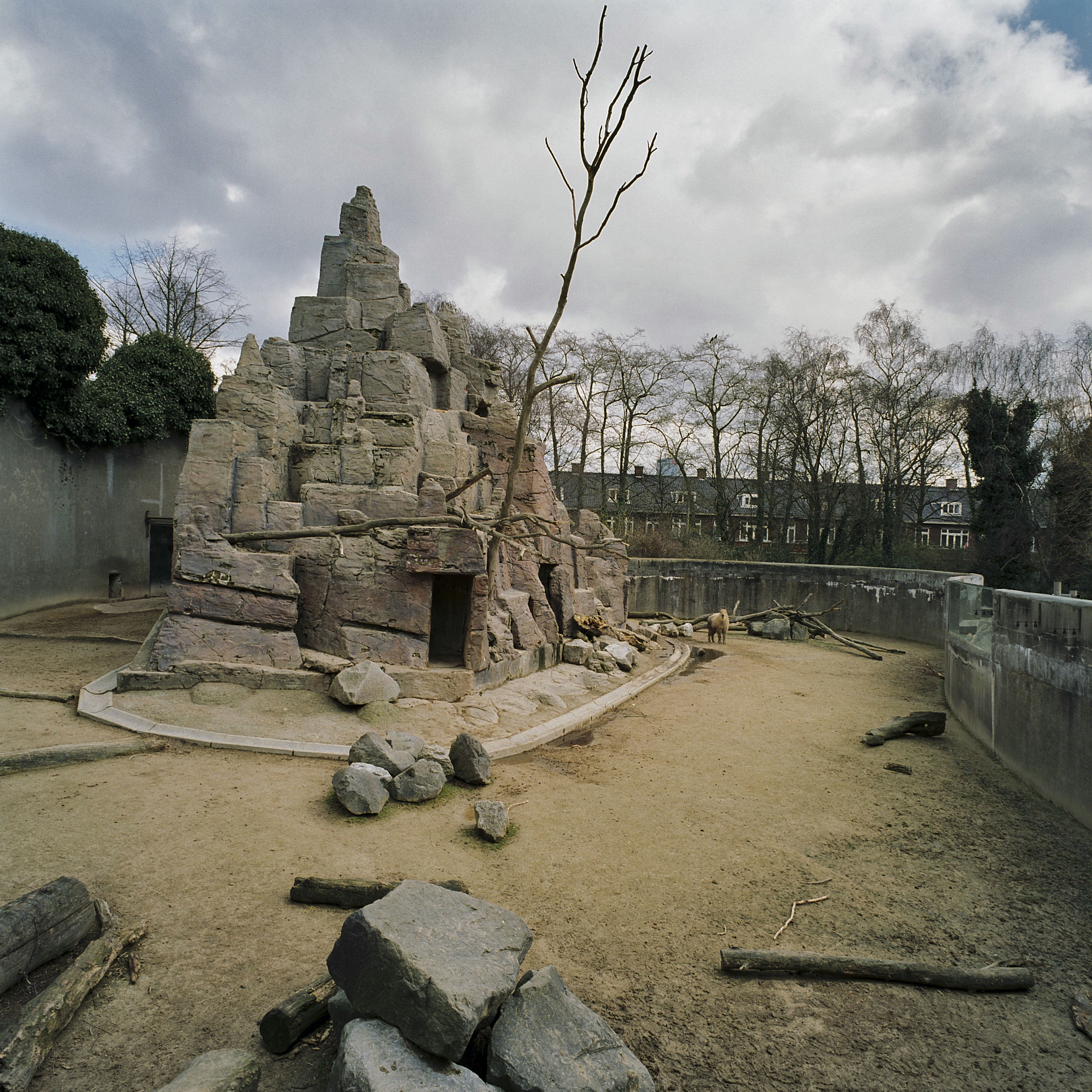
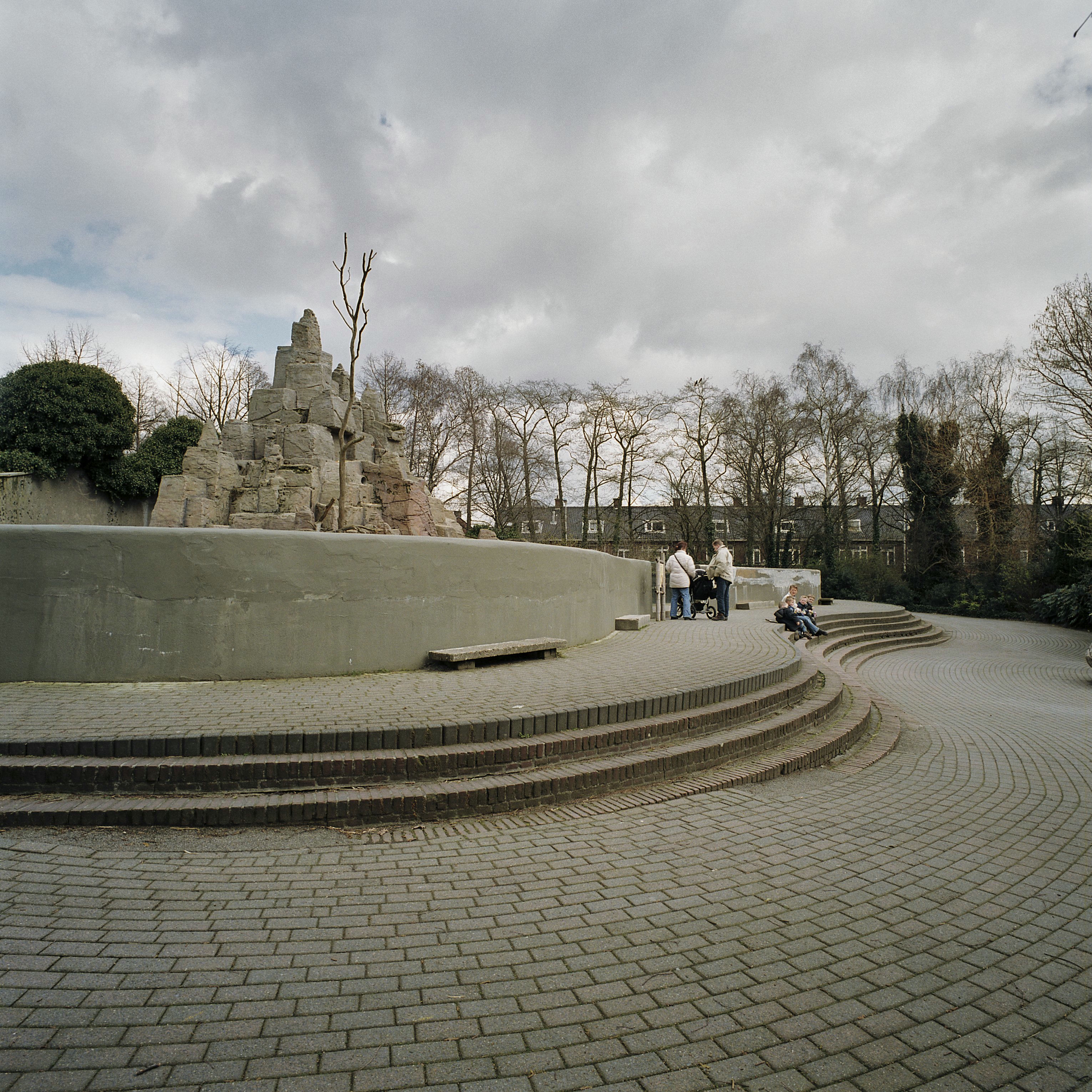
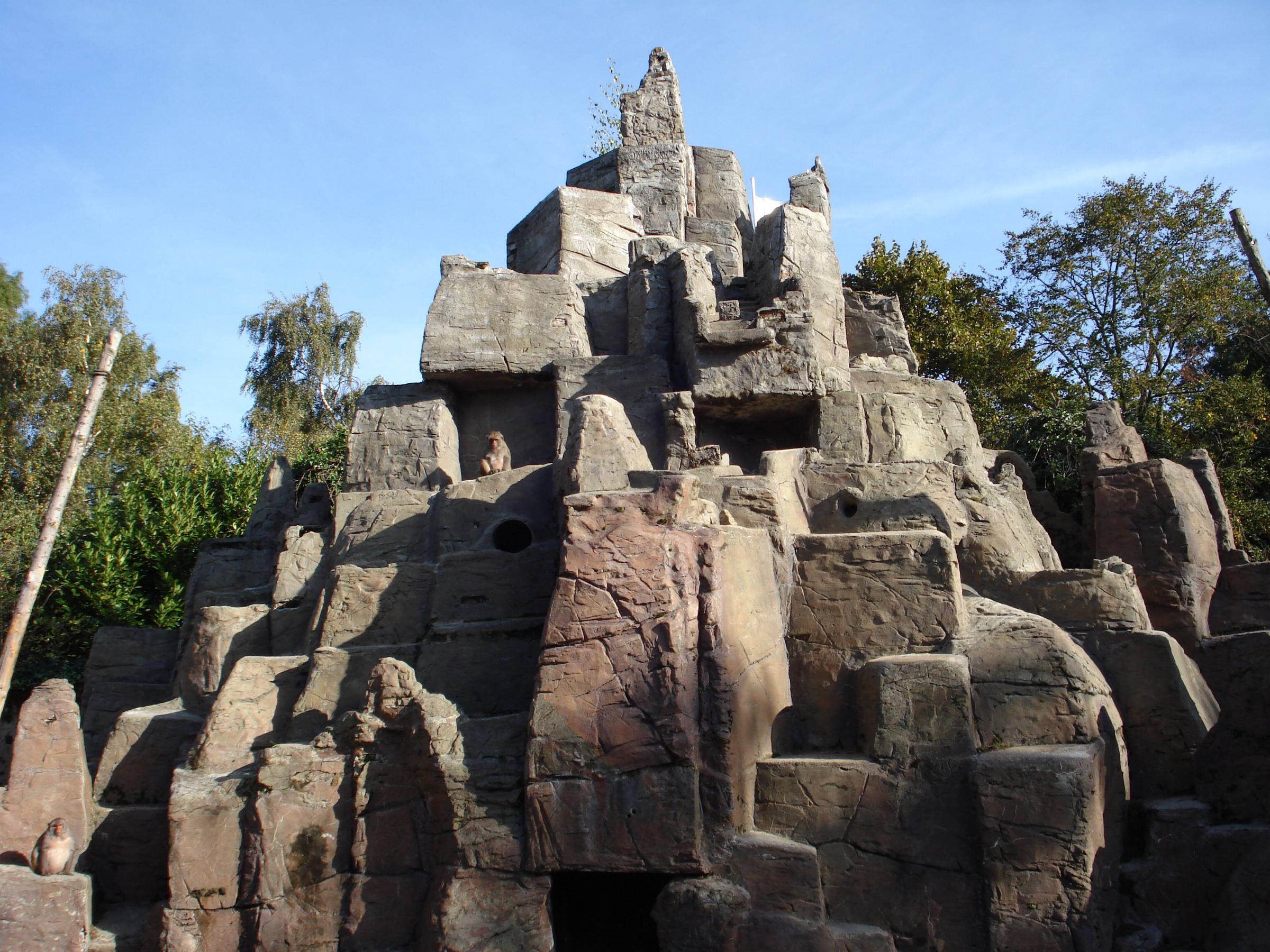